# Marcorignan
Marcorignan é uma comuna francesa na região administrativa de Occitânia, no departamento de Aude. Estende-se por uma área de 5,64 km². Em 2010 a comuna tinha 1 343 habitantes (densidade: 238,1 hab./km²).